# Самоотвод (песня)
«Самоотво́д» («Про оку́рок и куро́к») — песня русского рок-музыканта Егора Летова; впервые записана в 1988 году; часто исполнялась как на сольных акустических концертах Летова, так и на электрических концертах его группы «Гражданская оборона». Тема песни — самоубийство русского поэта Владимира Маяковского (1893—1930).
В 1990 году Летов называл «Самоотвод» одной из его «наилюбимейших песен».

## История
Впервые «Самоотвод» записан Егором Летовым в домашней «ГрОб-студии» в конце апреля 1988 года для мини-альбома «Делай с нами, делай как мы, делай лучше нас» проекта «Враг народа». Песня, по словам Летова, незаслуженно не попала ни в какой альбом «Гражданской обороны», но помещалась в различные «полусборники». Егор решил исправить это и включить песню в свой новый альбом — «Прыг-скок: детские песенки» проекта «Егор и Опизденевшие». Так как оригинальной записи он не нашёл, то в мае-июле 1990 года сделал новую — но, согласно общей концепции альбома, без соло, по поводу чего впоследствии высказывал сожаление. В общем ключе названий песен этого альбома «Самоотвод» появился под заголовком «Про окурок и курок». В 2001 году при переиздании творчества Летова первая версия песни вошла в альбом «Гражданской обороны» «Боевой стимул», остальные песни которого записаны в январе 1988 года. «Самоотвод» часто исполнялся на концертах и включён в некоторые «живые» альбомы.

## Изданные версии
Студийные
1. «Делай с нами, делай как мы, делай лучше нас!» (1988). 2-й трек, 03:58. Изначально был только как магнотоальбом мини-проекта «Враг народа» (частично издан бонусом к альбому «Боевой стимул»), издан Bull Terier Records в 2022г.
2. «Боевой стимул» (1988). 11-й трек, 03:59. Также этот трек до переиздания 2016 года входил в альбом «Игра в самолётики под кроватью» (1989) проекта «Коммунизм», 4-й трек.
3. «Вершки и корешки» (1989). 4-й трек, 02:35. Акустика Егора Летова, записана 17-27 сентября 1989 года в ГрОб-студии. Также этот трек входил в сборник акустических записей 1989—1994 годов «Музыка весны», 21-й трек, 02:32.
4. «Прыг-скок: детские песенки» (1990). 12-й (до переиздания 2005 года — 13-й) трек, 02:51.

Концертные
1. «Песни радости и счастья» (1990). При переиздании 2007 года в альбом в качестве бонуса добавлен акустический концерт в столовой Киевского технологического института пищепрома 13 апреля 1990 года. 23-й трек, 02:19.
2. «Концерт в городе-герое Ленинграде» (акустика Егора Летова 2 июня 1994). 19-й трек.
3. «Выступление в клубе «Рок-Сити»» (Новосибирск, 17 мая 2004). 15-й трек, 03:13.
4. «Апельсин. Акустика» (клуб «Апельсин», 12 февраля 2006). 31-й трек, 02:19.
5. «Апельсин. Электричество» (клуб «Апельсин», 19 ноября 2006). 25-й трек, 03:02.

## Прочее
- Самоотвод — «отвод самого себя от общественной работы с выставлением мотивов отказа».[4]
- Текст песни включён в вышедший в 1994 году сборник стихов Егора Летова, Янки Дягилевой и Константина Рябинова «Русское поле экспериментов»[5] и вышедший в 2003 году сборник стихов Летова[6].
- Единственная песня Летова, которая вошла сразу в четыре проекта: «Враг народа», «Гражданская оборона», «Коммунизм» и «Егор и Опизденевшие».

## Другие исполнения
В трибьюте «Гражданской обороны» 2001 года «Самоотвод» исполнила Юлия Тузова.